# Salacia variabilis
Salacia variabilis är en nässeldjursart som först beskrevs av Marktanner-Turneretscher 1890.  Salacia variabilis ingår i släktet Salacia och familjen Sertulariidae. Inga underarter finns listade i Catalogue of Life.